# Vareniclina
La vareniclina és un medicament de venda amb recepta utilitzat per la cessació tabàquica (tractament de l'addicció a la nicotina). La vareniclina és un agonista parcial del receptor nicotínic que estimula els receptors de la nicotina més dèbilment que ho fa la nicotina en si. En aquest sentit, és similar a la citisina i diferent dels antagonistes nicotínics (com el bupropió) i les teràpies de substitució de nicotina (TSN) (com pegats de nicotina i el xiclet de nicotina). Com agonista parcial redueix el delit de fumar i disminueix els efectes plaents dels cigarrets i altres productes del tabac. A través d'aquests mecanismes pot ajudar a alguns pacients a deixar de fumar.

## Comercialització
La vareniclina rebé el nom comercial inicial de Champix arreu d'Europa i al Canadà, entre d'altres, i de Chantix als Estats Units d'Amèrica. Ambdues versions respongueren a una patent internacional de Pfizer i es distribuïren a partir del 2006 en format de tartrat de vareniclina. A 2024 Champix ja no es comercialitza.
Tanmateix, Pfizer trobà diversos problemes en la fabricació d'aquest medicament i la seva distribució romangué afectada d'ençà del 2021. Tres anys després, el 2024, la patent expirà i això feu que altres farmacèutiques la comencessin a produir com a medicament genèric; en el cas de l'Estat espanyol, els laboratoris Normon o, als EUA, la farmacèutica Lupin.

## Administració
El tractament s'ha d'iniciar una o dues setmanes abans de la data fixada pel pacient per deixar de fumar. La dosi recomanada és:
| Dies 1-3                  | 0,5 mg una vegada al dia   |
| Dies 4-7                  | 0,5 mg dues vegades al dia |
| Dia 8 - Fi del tractament | 1 mg dues vegades al dia   |

La dosis màxima en adults és de 1mg dues vegades al dia.
El tractament amb vareniclina dura 12 setmanes. En els pacients que al final de les 12 setmanes hagin aconseguit deixar de fumar amb èxit, es pot considerar un tractament addicional de 12 setmanes amb una dosi d'1 mg dues vegades al dia.
En aquells pacients que no puguin tolerar els efectes adversos s'haurà de reduir la dosi de forma temporal o permanent a 0,5 mg dues vegades al dia.

## Efectes adversos
Entre els efectes adversos freqüents hi ha:
- Augment de la gana,
- Somnis anormals, insomni,
- Cefalàlgia, somnolència, marejos, disgèusia,
- Nàusees, vòmits, restrenyiment, diarrea, distensió abdominal, dispèpsia, flatulència, sequedat bucal,
- Fatiga

## Contraindicacions
S'hauria d'evitar en:
- Insuficiència renal.
- Depressió, ideació suïcida, trastorn bipolar, esquizofrènia
- Embaràs i alletament,